# یالمار برانتینگ
یالمار برانتینگ (سوئدی: Hjalmar Branting؛ زاده ۲۳ نوامبر ۱۸۶۰ درگذشته ۲۴ فوریهٔ ۱۹۲۵) یک سیاستمدار اهل سوئد بود. وی رهبر حزب سوسیال دموکرات سوئد (۱۹۲۵–۱۹۰۷) و در سه دوره جدا از هم در (۱۹۲۰، ۱۹۲۱–۱۹۲۳ و ۱۹۲۴–۱۹۲۵) نخست‌وزیر بود. هنگامی که برانتینگ در سال ۱۹۲۰ به قدرت رسید، او اولین نخست‌وزیر سوسیال دموکرات سوئد بود. هنگامی که پس از انتخابات عمومی سال ۱۹۲۱ برای دومین بار به نخست‌وزیری رسید، اولین سیاستمدار سوسیالیست در اروپا شد که پس از انتخابات با حق رای همگانی عهده‌دار مسئولیت شد. در سال ۱۹۲۱، برانتینگ جایزه صلح نوبل را با کریستیان لوس لانگه دبیرکل نروژی اتحادیه بین پارلمانی به اشتراک گذاشت.